# Mokrzyca (strumień)

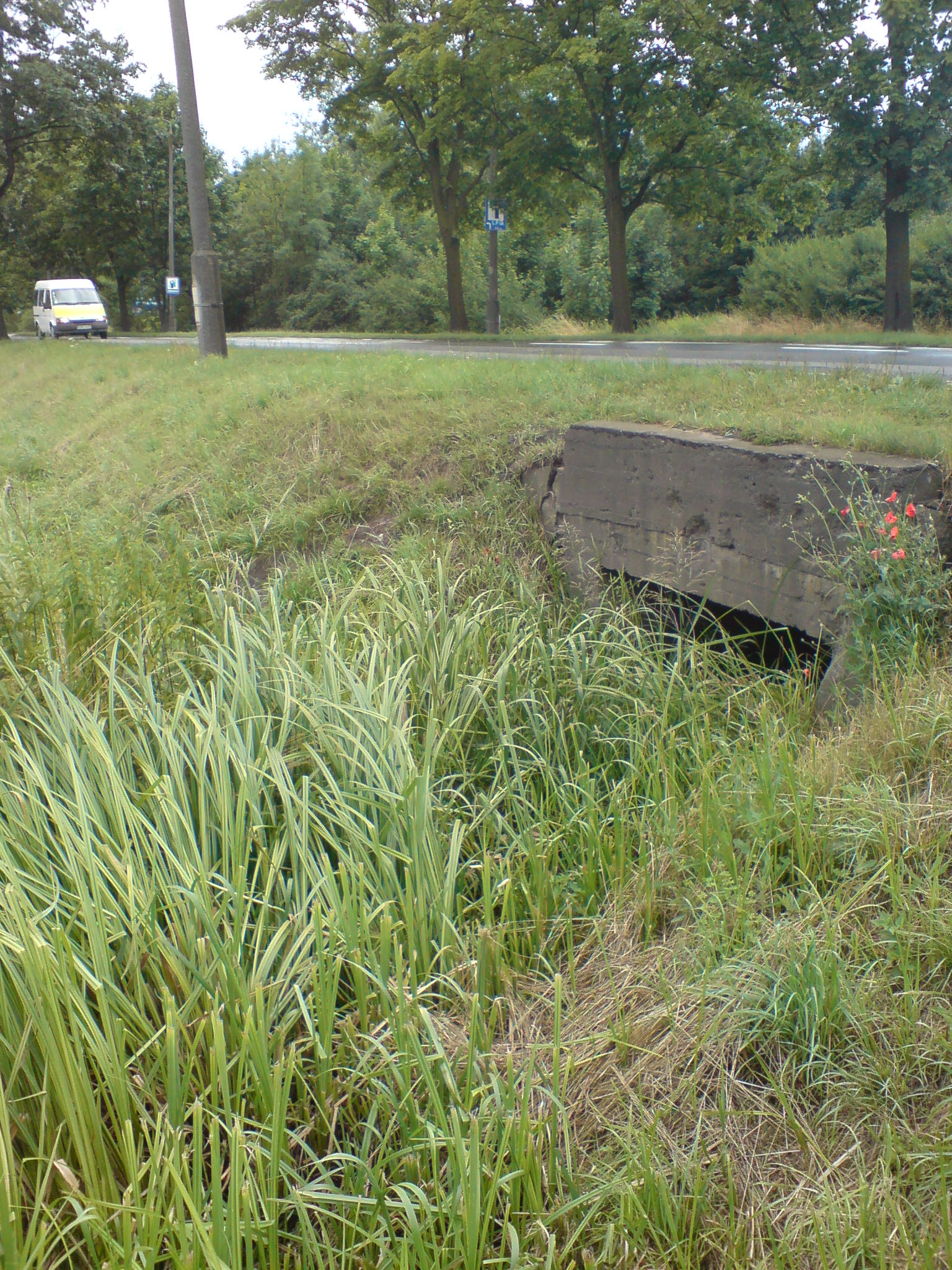
Mokrzyca wpływająca pod ulicę Żmigrodzką (2008)

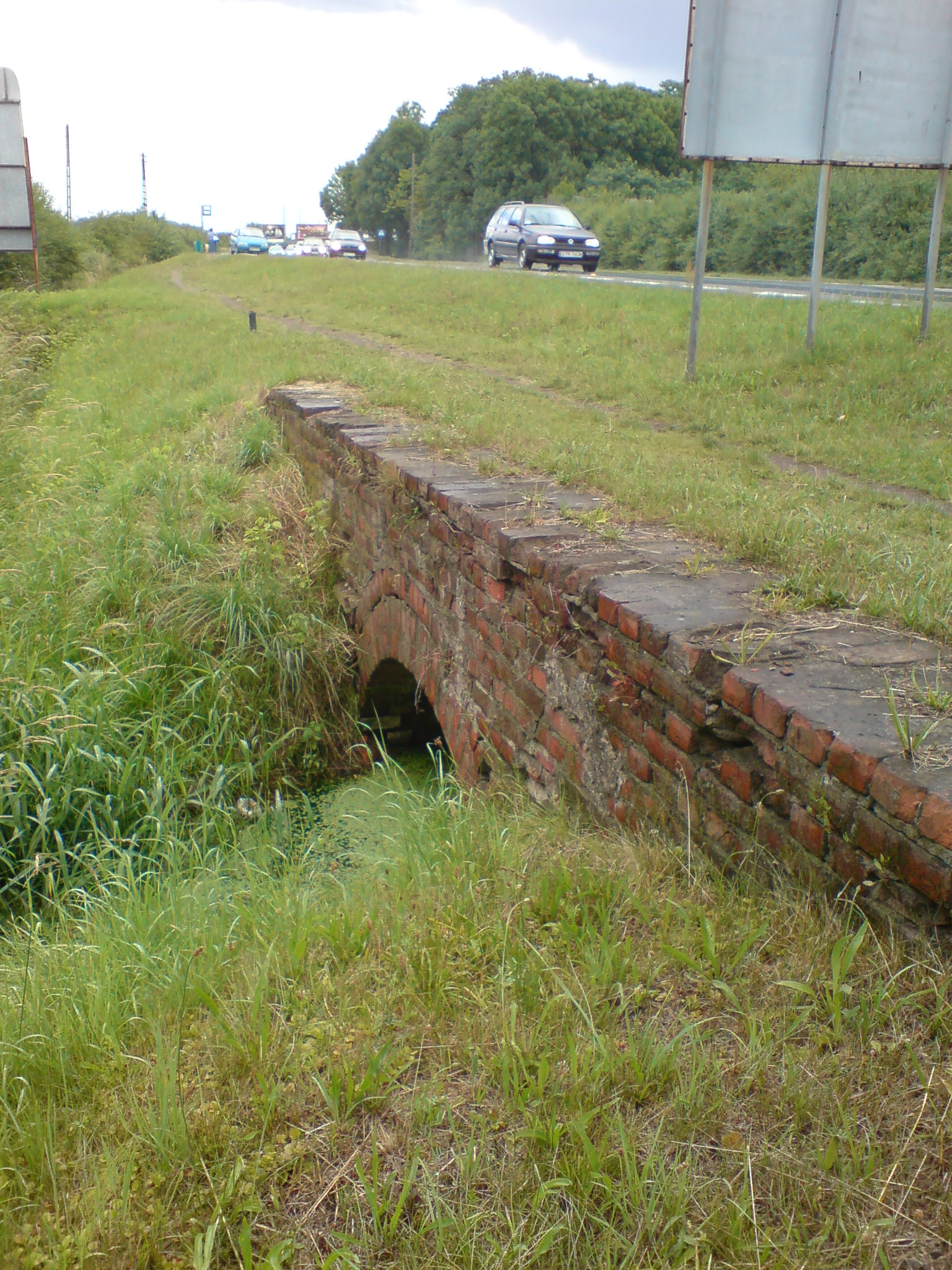
Ten sam przepust z przeciwnej strony; w głębi ul. Sułowska (2008)

Mokrzyca – strumień długości około 4 km w północnej części Wrocławia. Początek swój bierze w rejonie ulic Ługowej, Ałunowej i Kątowej na północ od Poświętnego, na pograniczu z Polanowicami. Kieruje się na zachód, przecinając ul. Żmigrodzką, następnie wzdłuż południowej granicy osiedla Widawa kieruje się ku Lipie Piotrowskiej; tam przecina ul. Pełczyńską (w rejonie skrzyżowania z ul. Tymiankową) oraz biegnącą wzdłuż Pełczyńskiej linię kolejową do Poznania, po czym kończy swój bieg w sieci rowów melioracyjnych na polu irygacyjnym między Świniarami a Rędzinem.
Przed uporządkowaniem w XIX i XX stuleciu biegu rzeki Odry w okolicach Wrocławia, wymuszonym m.in. narastającymi potrzebami żeglugowymi, Mokrzyca płynąca jednym z licznych w tym rejonie koryt powodziowych rzek Odry i Widawy kończyła swój bieg wcześniej, w meandrującej między Różanką a Polanowicami Odrze. Od około połowy XIX wieku, kiedy starorzecze Odry zanikło i kiedy wytyczono w najbliższej okolicy sztuczny strumień Trzciana, bieg Mokrzycy ustalony został w obecnym kształcie. Do roku 1945 strumień ten nosił nazwę Burgweider Westgraben, czyli "Rów Polanowicki", (Burgweide-West to niemiecka nazwa wsi, która dziś znana jest jako wrocławskie osiedle Polanowice).
W związku z budową od roku 2009 węzła komunikacyjnego obwodnicy autostradowej łączącego się w rejonie ul. Sułowskiej z obwodnicą śródmiejską bieg strumienia w tej okolicy ulec musi zmianie.